# Три вікові дуби Б. Хмельницького
Три вікові́ дуби́ Б. Хмельни́цького — ботанічна пам'ятка природи місцевого значення в Україні. Розташована в межах Пустомитівського району Львівської області, у північно-східній частині села Підгірне. 
Площа 0,07 га. Статус надано згідно з рішенням Львівського облвиконкому від 09.10.1984 року, № 495. Перебуває у віданні Миклашівської сільської ради. 
Статус надано з метою збереження трьох екземплярів вікових дубів. 

## Галерея

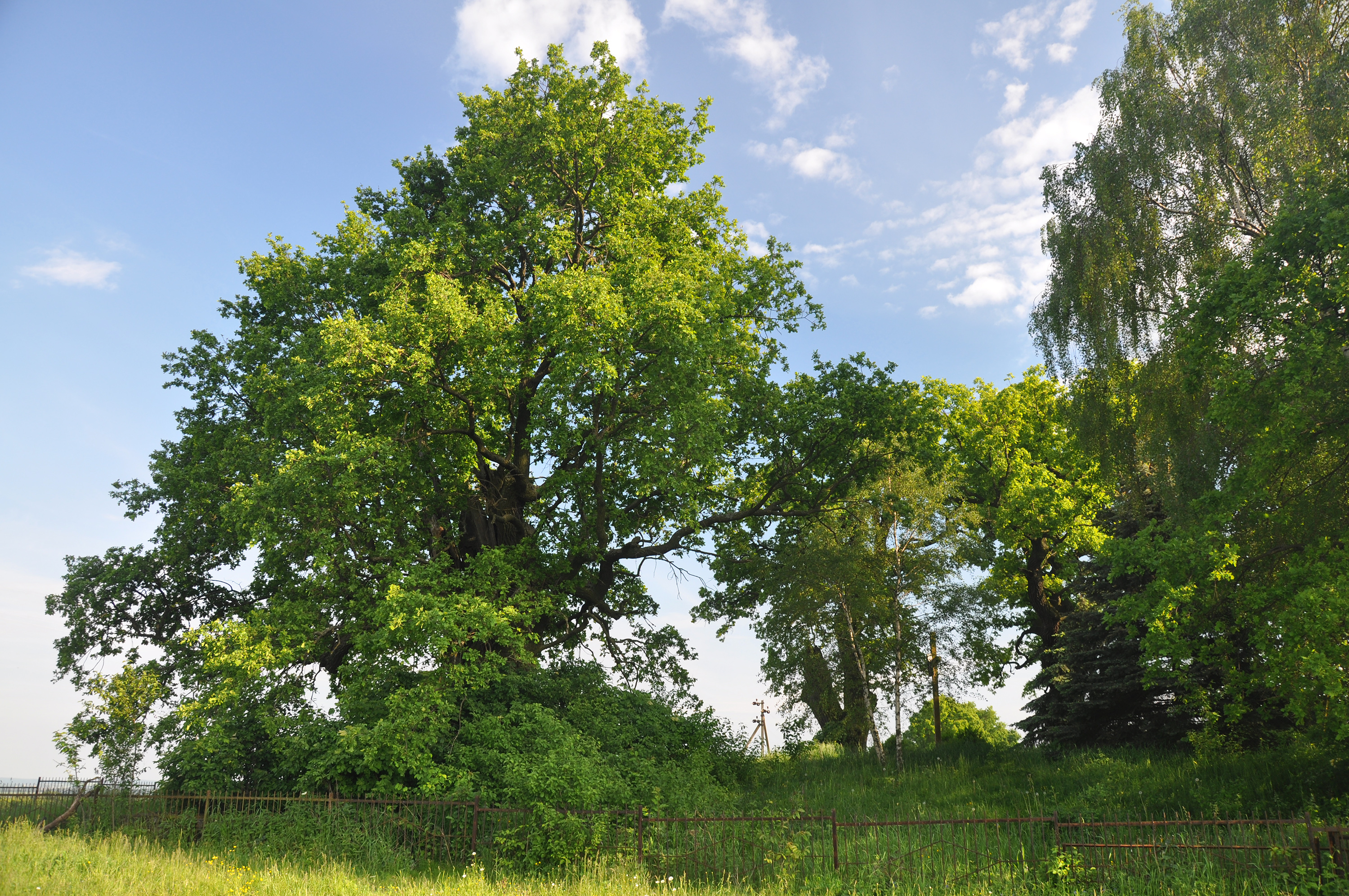
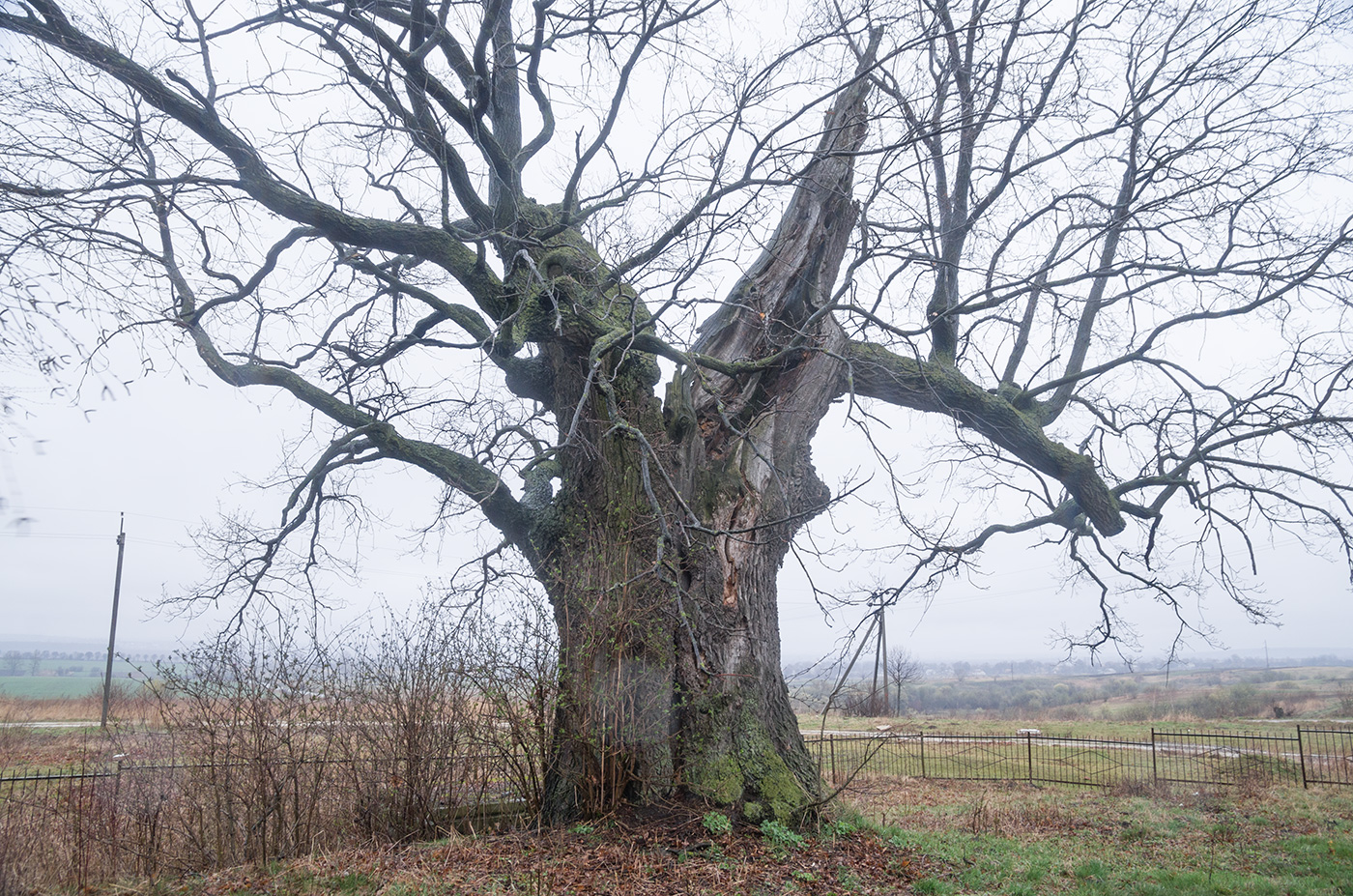
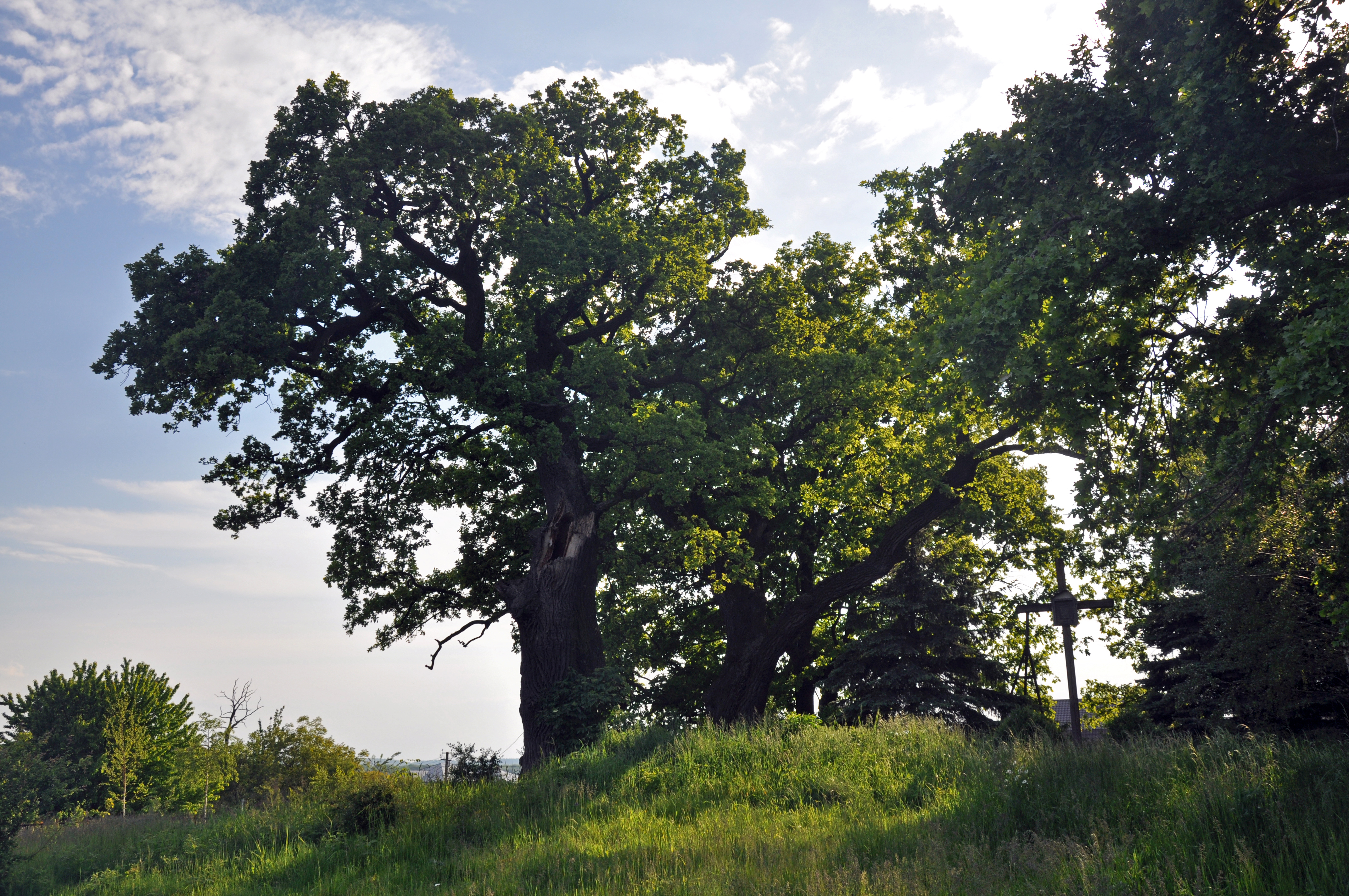